# بسیکی سالدادزه
بسیکی سالدادزه (به انگلیسی: Besiki Saldadze) زاده ۹ مارس ۱۹۹۰، کشتی گیر کشور ازبکستان است. از افتخارات وی می‌توان به کسب مدال برنز بازی‌های آسیایی ۲۰۱۴ اشاره کرد. 